# Paola Pedraza
Luisa Paola Pedraza-Peñalosa, más conocida como Paola Pedraza (1976) es una taxónoma, curadora, y botánica colombiana.
Es científica y curadora asistente, en el Instituto de Botánica Sistemática del Jardín Botánico de Nueva York (acrónimo en inglés NYBG)
Se ha enfocado principalmente en el estudio de la taxonomía de las plantas, con énfasis en la familia de las ericáceas, en Colombia y en la región.

## Algunas publicaciones
- james a. Slater, randall t. Schuh, gerasimos Cassis, christine a. Johnson, paola Pedraza-peñalosa. 2009. Revision of Laryngodus Herrich-Schaeffer, an Allocasuarina feeder, with comments on its biology and the classification of the family (Heteroptera: Lygaeoidea : Rhyparochromidae) J. Invertebrate Systematics 23 ( 2)

### Libros
- randall t. Schuh, paola Pedraza. 2010. Wallabicoris, New Genus (Hemiptera, Miridae, Phylinae, Phylini) from Australia, with the Description of 37 New Species and an Analysis of Host Associations. N.º 338 de Bull. of the Am. Museum of Natural History. Editor Am. Museum of Natural History, 118 pp.

- paola Pedraza. 2010. Disterigma: (Ericaceae: Vaccinieae). Vol. 108 de Flora Neotropica monograph, ISSN 0071-5794. Edición ilustrada de Organization for Flora Neotropica, 126 pp. ISBN 0893275131, ISBN 9780893275136

- ------------------. 2008. Three New Species of Disterigma (Klotzsch) Nied.(Ericaceae: Vaccinieae) from western Colombia, with comments on morphological terminology. Brittonia 60(1): 1-10

- james l. Luteyn, paola Pedraza-Peñalosa. 2007. Rapid color guide to the Ericaceae of the National Park Machu Picchu.

- -------------------, ------------------------------. 2007. Ericaceae de Bolivia. Rapid color guide. Editor Environmental & Conservation Programs, The Field Museum, 6 pp.

- -------------------, ------------------------------. 2007. Ericaceae de Machu Picchu. Rapid color guide. Editor Environmental & Conservation Programs, The Field Museum, 4 pp.

- paola Pedraza, j. Betancur, p. franco-Rosselli. 2005. Chisacá, un Recorrido por los Páramos Andinos. 2ª ed. Instituto de Ciencias Naturales e Instituto de Investigación de Recursos Biológicos Alexander von Humboldt. Bogotá. 340 pp. en línea (enlace roto disponible en Internet Archive; véase el historial, la primera versión y la última).[5]

- orlando vargas Ríos, paola Pedraza. 2004. El Parque Nacional Natural Chingaza. Editor Gente Nueva, 197 pp. ISBN 9583368245, ISBN 9789583368240

### Tesis doctoral
- luisa p. Pedraza-Peñalosa. 2008. Systematics and Phylogeny of the Andean Blueberry Disterigma (Ericaceae: Vaccinieae). Colaborador City University of New York. Biology. Editor ProQuest, 329 pp. ISBN 0549507671, ISBN 9780549507673

## Honores
- Asociación Colombiana de Ciencias Biológicas
- Sociedad Colombiana de Genética

- La abreviatura «Pedraza» se emplea para indicar a Paola Pedraza como autoridad en la descripción y clasificación científica de los vegetales.[6]